# سیارک ۳۸۰۲
سیارک ۳۸۰۲ (به انگلیسی: 3802 Dornburg، نامگذاری:1986PJ4) سه هزار و هشتصد و دومین سیارک کشف شده‌است که در ۷ اوت ۱۹۸۶ کشف شد.
قدر مطلق سیارک برابر ۱۳٫۷۰ است.